# ديفيد دانيال ألفاريز
ديفيد دانيال ألفاريز (بالإسبانية: David Daniel Álvarez)‏ (5 ديسمبر 1985 بهندوراس - ) هو مدرب كرة قدم ولاعب كرة قدم هندوراسي في مركز الدفاع، شارك في الألعاب الأولمبية الصيفية 2008. ولعب مع نادي ماراثون ونادي موتاجوا ‏ وComayagua F.C. ‏ وDeportivo San Pedro ‏ وDeportes Savio F.C. ‏.

## وصلات خارجية
- ديفيد دانيال ألفاريز على موقع الاتحاد الدولي (مؤرشف)  (الإنجليزية)
- ديفيد دانيال ألفاريز على موقع قاعدة بيانات كرة القدم.إي يو (الإنجليزية)
- ديفيد دانيال ألفاريز على موقع أوليمبيديا (الإنجليزية)